# تختروان عليا
تختروان عليا (بالفارسية: تختروان علیا) هي قرية تقع في أذربيجان الغربية في إيران. يقدر عدد سكانها بـ 381 نسمة بحسب إحصاء 2016.